# Сумуабум
Сумуабун је био вођа аморитских племена, оснивач и први владар Прве вавилонске династије. Према доњој хронологији, Сумуабун је владао од 1830. до 1817. године п. н. е. 

## Владавина
Распадом Сумерско-акадског царства (Треће династије Ура) настало је више аморитских градова-држава међу којима се истичу Исин, Ларса, Ешнуна, Мари и Ашур. Аморитска племена упадала су на просторе Месопотамије углавном из предела Сирије.
Оснивач Прве вавилонске династије био је вођа аморитских племена - Сумуабум. Он је 1894. године п. н. е. (сумерски попис краљева, према доњој хронологији, династија је основана око 1830. године п. н. е.) упао на територију номе Вавилон и успоставио своју династију. За престоницу је узео град Вавилон. Стратешки положај Вавилона омогућавао му је мешање у борбе околних држава: Борсипе, Дилбата и Кутуа. Киш, престоница друге државе, налазио се само на 15 км северно од Вавилона. Војска Сумуабума бројала је свега 300 људи. За себе је приграбио титулу "цар све четири стране света" што значи да је од поданика очекивао да га поштују као божанство. Краљ Сумуабум проширио је вавилонску државу на штету аморитских држава у Казалу, Кишу и Сипару. Наследио га је син Суму-ла-Ел.

## Краљеви Прве вавилонске династије
| Краљ         | Владавина                                   | Коментар                                                               |
| ------------ | ------------------------------------------- | ---------------------------------------------------------------------- |
| Сумуабум     | око 1830—1817 п. н. е. (Кратка хронологија) | Оснивач дианстије                                                      |
| Суму-ла-Ел   | око 1817—1781 п. н. е.                      |                                                                        |
| Сабиум       | око 1781—1767 п. н. е.                      |                                                                        |
| Апил-Син     | око 1767—1749 п. н. е.                      |                                                                        |
| Син-мубалит  | око 1748—1729 п. н. е.                      |                                                                        |
| Хамураби     | око 1728—1686 п. н. е.                      | Царство достиже врхунац, простире се на територији читаве Месопотамије |
| Шамсу-Илуна  | око 1686—1648 п. н. е.                      |                                                                        |
| Абиешу       | око 1648—1620 п. н. е.                      |                                                                        |
| Ами-дитана   | око 1620—1583 п. н. е.                      |                                                                        |
| Ами-садука   | око 1582—1562 п. н. е.                      |                                                                        |
| Шамсу-Дитана | око 1562—1531 п. н. е.                      | Пад Вавилона                                                           |